# Wysychanie pośmiertne
Wysychanie pośmiertne (łac. exsiccatio, desiccatio post mortem) – postępująca utrata wody po śmierci, ujawniająca się przede wszystkim w postaci żółtawobrunatnego, pergaminowatego stwardnienia powłok skórnych w miejscach pozbawionych zrogowaciałego naskórka, oraz w postaci zmętnienia rogówki i zwiotczenia gałki ocznej.
Skóra nieuszkodzona ulega wyschnięciu bezpośrednio po śmierci wyłącznie w tych miejscach, w których łatwo dochodzi do utraty wody na skutek parowania. Są to miejsca pokryte niezbyt grubą warstwą zrogowaciałego naskórka lub wcale go nie mające. Szczególnie predestynowane są: rogówka, spojówki, czerwień wargowa, wargi sromowe, skóra worka mosznowego. Bardzo wcześnie proces ten ujawnia się na zwłokach małych dzieci. Rogówki nie przykryte powiekami, ulegają zmatowieniu, wskutek wysychania, już po godzinie od ustania krążenia. Przy dużej wilgotności powietrza proces ten może przedłużyć się do kilku godzin, a przy zamkniętych powiekach normalny połysk rogówek może być zachowany do 24 godzin. Po kilku godzinach pojawiają się szarobrunatne plamki na spojówkach gałkowych w kącikach oczu. Również w zależności od stopnia wilgotności powietrza w różnym czasie po śmierci dochodzi do żółtobrunatnego, pergaminowatego stwardnienia powierzchni warg i worka mosznowego, a u małych dzieci również skrzydełek nosa i opuszek palców. 
Do parowania płynu tkankowego z powierzchni skóry dochodzi szczególnie łatwo w miejscu mechanicznego pozbawienia skóry jej warstwy ochronnej, niezależnie od tego, czy do otarcia naskórka doszło za życia, czy po śmierci. Jeżeli występują tego typu zmiany poza miejscami predestynowanymi do samoistnego pośmiertnego wysychania, wówczas lekarz biegły powinien wziąć pod uwagę przyczyny ich powstania za życia, np. ślady dławienia na szyi, które są czasem widoczne dopiero po upływie kilku godzin po śmierci, bruzdę wisielczą, uszkodzenia postrzałowe, uszkodzenia w wypadkach drogowych. Mając na uwadze wysychanie powłok wskutek pośmiertnego uszkodzenia nabłonka, należy zwracać uwagę na wynik oględzin zwłok poddanych trawiennemu działaniu owadów żerujących na zwłokach.  